# Gyertyános–tölgyes öv
A gyertyános-tölgyes öv a  mérsékelt éghajlati öv nedves éghajlatú területének egyik növényzeti öve, a Kárpát-medence egyik alapvető klímazonális öve. Ebben az övben a nyári csapadék szokásos mennyisége a nedves éghajlat átlagos értéke alatti: az ezen a típuson szokásos értékek tartományának alsó harmadában marad. Zonális növénytársulása a gyertyános-tölgyes.
Magyarország alábbi tájegységei tartoznak többé-kevésbé ebbe az övbe:
- a Nyugat-Dunántúl (Arrabonicum flórajárás) jelentős része (a Ceticum flórajáráshoz tartozó Soproni-hegységtől a Kemeneshátig,
- a Dél-Dunántúl (Praeilliricum flóravidék) egyes tájai:
  - Belső-Somogy (Somogyicum flórajárás) nyugati fele,
  - Zselic (a Somogyicum flórajárás része) egyes részei;
  - a Mecsek (Sopianicum flórajárás) 400 m feletti régióinak jelentős része;
- a Magyar-középhegység 400‑600 m közötti régiói.